# Notomatachia
Notomatachia is een geslacht van spinnen uit de  familie van de Desidae.

## Soorten
- Notomatachia cantuaria Forster, 1970
- Notomatachia hirsuta (Marples, 1962)
- Notomatachia wiltoni Forster, 1970